# Vaundy
Vaundy (Tokio, 6 de junio de 2000) es un músico y compositor japonés.

## Biografía
Antes de dedicarse profesionalmente a la música, aprendió a componer para otros artistas con programas digitales como Cubase y Vocaloid. También ha estudiado en una academia de música en Azabu-Jūban, y cursa una carrera universitaria de diseño. Su madre era intérprete de jazz.
En junio de 2019 abrió su propio canal de Youtube y publicó su primera canción interpretada por él mismo, Pain. Tres meses después su segundo sencillo, Tokyo Flash, tuvo cierta repercusión en las listas al superar el millón de reproducciones. Gracias a ese primer éxito, firmó un acuerdo de representación con SDR, subsidiaria de Stardust Promotion, para iniciar su carrera profesional.
En 2020 lanzó al mercado strobo, su álbum de debut, con el que logró la certificación de disco de platino a raíz del éxito de varios de sus sencillos. Si bien se trata de un álbum de J-pop, destacó entre la crítica por su fusión de estilos sin ligarse a un género concreto, con influencias del indie pop, rock y hip hop entre otros sonidos. Además de interpretar sus propias canciones, Vaundy compone para otros artistas e incluso edita sus propios videoclips, remixes y diseños de ropa. La canción que mejor funcionó a nivel comercial fue Kaijū no Hanauta, con 31 millones de visionados en Youtube.
Desde entonces, Vaundy ha seguido publicando sencillos y EPs entre los cuales cabe destacar Odoriko, con 49 millones de reproducciones en Youtube (2021); Naked Hero, el segundo opening de Ōsama Ranking (2021), y Chainsaw Blood, el primer ending de Chainsaw Man (2022). También compuso Backlight, uno de los temas que Ado interpreta en la banda sonora de One Piece Film: Red. En septiembre de 2022 dio su primer recital en el Nippon Budokan, y en diciembre del mismo año participó en la 73.ª edición del Kōhaku Uta Gassen, la gala musical más prestigiosa de Japón, con dos actuaciones: una por el equipo femenino con Omokage —interpretada por Milet, Aimer e Ikuta Lilas— y otra en solitario por el masculino con Kaijū no Hanauta.
En noviembre de 2023 publicó su segundo álbum, Replica. También publicó canciones como Todome no Ichigeki, parte de la serie Spy × Family; Homunculus, incluida en la banda sonora de My Hero Academia: You're Next, y Hashire Sakamoto, que será la canción de apertura del anime de Sakamoto Days.

## Discografía

### Álbumes de estudio
- strobo (2020)
- Replica (2023)